# Appel local
En téléphonie, un appel local est un appel téléphonique effectué dans une zone définie par l'organisme de réglementation des communications électroniques ayant juridiction sur ce territoire. L'autre type d'appel téléphonique est l'appel interurbain.
La définition d'appel local et d'appel interurbain (et la tarification correspondante) est en grande partie une construction réglementaire, selon laquelle chaque point situé à l'extérieur d'un territoire arbitraire est facturé à un tarif plus élevé. Les charges ne sont pas nécessairement corrélées avec la distance ou la topologie du réseau. Par exemple, un appel entre deux personnes distantes de 75 kilomètres et connectées à des commutateurs téléphoniques non adjacents peut être un appel local alors qu'un autre appel entre deux personnes distantes de quelques kilomètres et connectées à des commutateurs adjacents peut être un appel interurbain.
Généralement, les appels locaux ont des numéros plus courts que les appels interurbains, car l'indicatif régional peut ne pas être nécessaire. Toutefois, ce n'est pas le cas dans certaines parties des États-Unis et du Canada qui font l'objet de chevauchements d'indicatif régional ou dans de nombreux pays d'Europe qui utilisent des plans de numérotation fermés.

## Numéro de téléphone sans frais
Les appels à des numéros de téléphone sans frais (par exemple, les numéros 1-800 au Canada et aux États-Unis) ne sont pas nécessairement des appels locaux. Même s'ils sont gratuits pour l'appelant, des charges sont facturées à l'appelé.

## Service hors circonscription
Les utilisateurs commerciaux qui effectuent ou acceptent de nombreux appels interurbains à destination ou en provenance d'un lieu éloigné particulier peuvent en faire des appels locaux en utilisant un service hors circonscription (en anglais, foreign exchange service). Un tel service permet également aux personnes à distance d'appeler en utilisant un numéro de téléphone local. Un tel service donne une apparence de présence locale à l'entreprise qui l'utilise.